# Parque nacional del bosque lluvioso de Gola
El Parque nacional del Bosque Lluvioso de Gola (en inglés: Gola Rainforest National Park ) es el nombre que recibe un espacio protegido en el sur del país africano de Sierra Leona, fue establecido por el Parlamento de esa nación en diciembre de 2010 uniendo la Reserva forestal de Gola del Norte, la Reserva Forestal de Gola del Este, y las Reservas Forestales del Oeste de Gola, convirtiéndose en el segundo parque nacional de Sierra Leona.
El parque constituye la mayor extensión de Selva de ese país, y abarca 71 070 hectáreas en el oriente del país. Recientes estudios biológicos demuestran que el bosque es el hogar de más de 330 especies de aves, de las cuales 14 están amenazadas, más de 650 especies de moscas, 49 especies de mamíferos, incluyendo a una población de más de 300 chimpancés, el hipopótamo pigmeo y elefantes. 
El sitio forma parte del Bosque Alto de Guinea, un lugar destacado por su Biodiversidad, que se extiende desde Guinea hasta Togo.